# Blastozoa
Sous-embranchement
Les Blastozoa constituent un sous-embranchement d'animaux marins de l'embranchement des échinodermes. Ce groupe contient des animaux marins benthiques et sessiles, tous disparus, proches des actuels crinoïdes.

## Description
Ces organismes avaient un mode de vie benthique : ils étaient fixés au fond par une tige (composée d'articles emboités entre eux), au bout de laquelle se trouvait une « thèque » arrondie et très minéralisée, d'où s'élançaient des structures filtrantes. Ils étaient suspensivores et collectaient des particules alimentaires en pleine eau. Suivant les classifications, ce groupe peut être caractérisé par la présence d'hydrospires.

## Registre paléontologique
Les Blastozoa apparurent à l'Ordovicien et disparurent vers la fin du Permien ; ils connurent leur apogée au Carbonifère.

## Phylogénie
Ce sous-embranchement comprend traditionnellement les classes des :
- Blastoidea Say, 1825 (Blastoïdes, classe fossile)
- Cystoidea von Buch, 1846 (Cystoïdes, classe fossile ; parfois appelés Rhombifera)
- Eocrinoidea von Buch, 1846 (Éocrinoïdes, classe fossile)

| Selon World Register of Marine Species (3 janvier 2024) : ___ - classe Blastoidea Say, 1825 † - classe Diploporita † - classe Eocrinoidea Jaekel, 1899 † - classe Parablastoidea † - classe Rhombifera Zittel, 1879 † | Selon BioLib (5 janvier 2018) : - classe Blastoidea Say, 1825 † - classe Cystoidea von Buch, 1846 † - classe Eocrinoidea Jaekel, 1899 † - classe Parablastoidea † - classe Paracrinoidea Regnéll, 1945 † - classe Rhombifera Zittel, 1879 † |

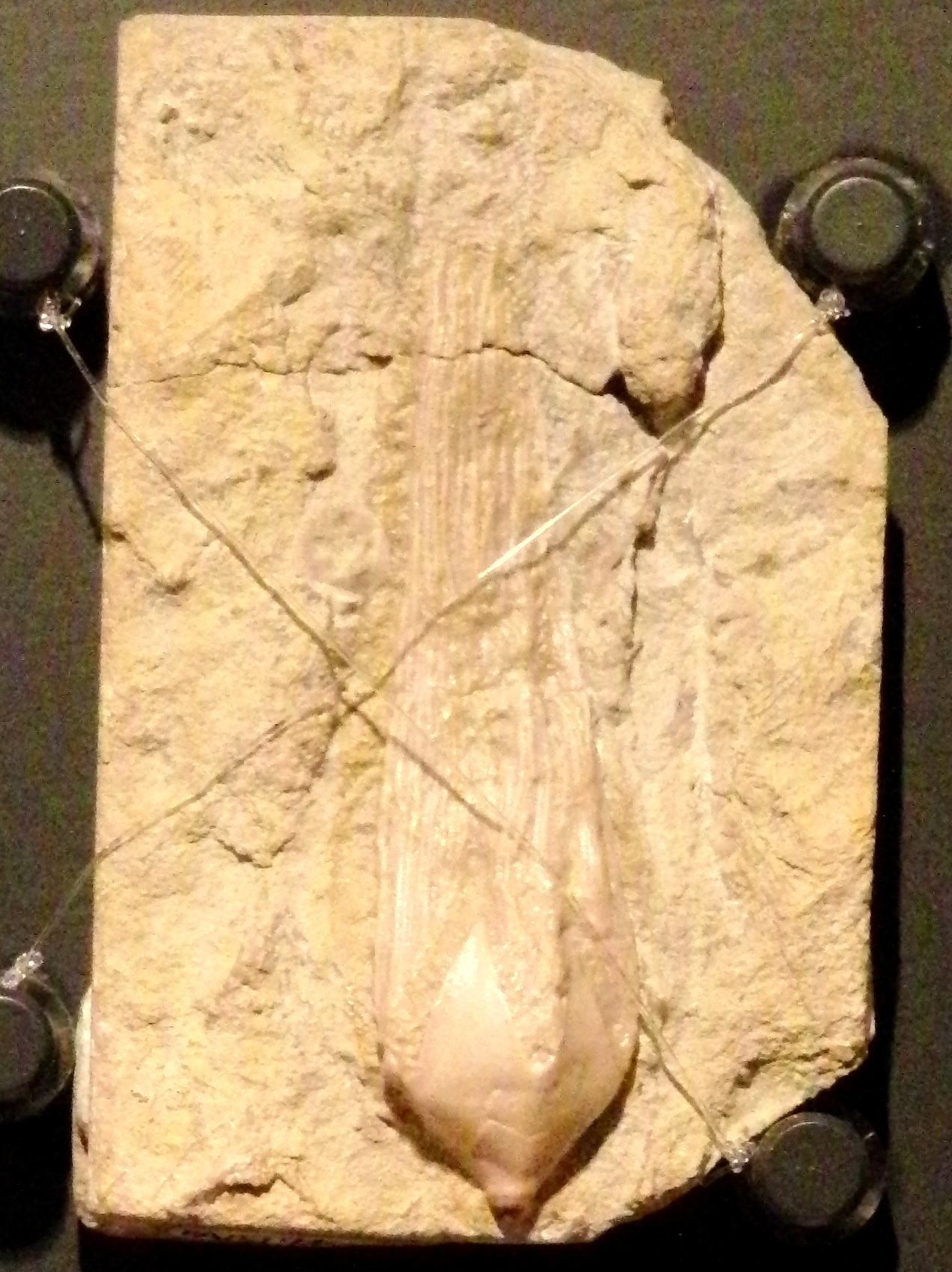
Fossile de blastoïde.
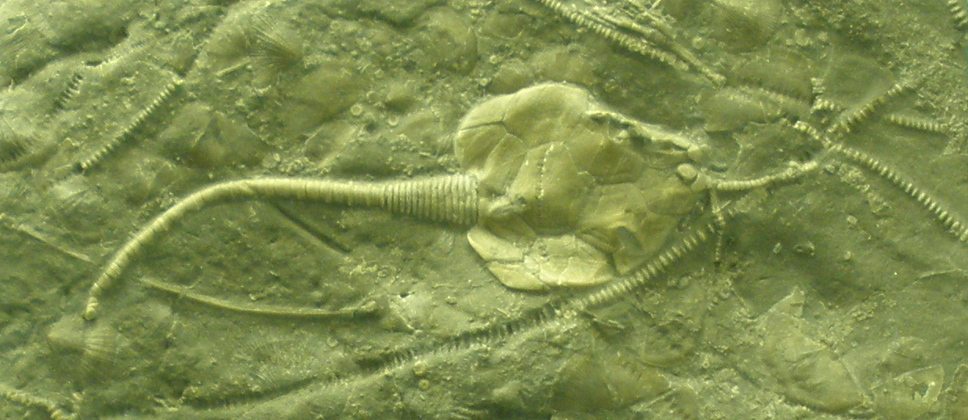
Fossile de rhombifère.
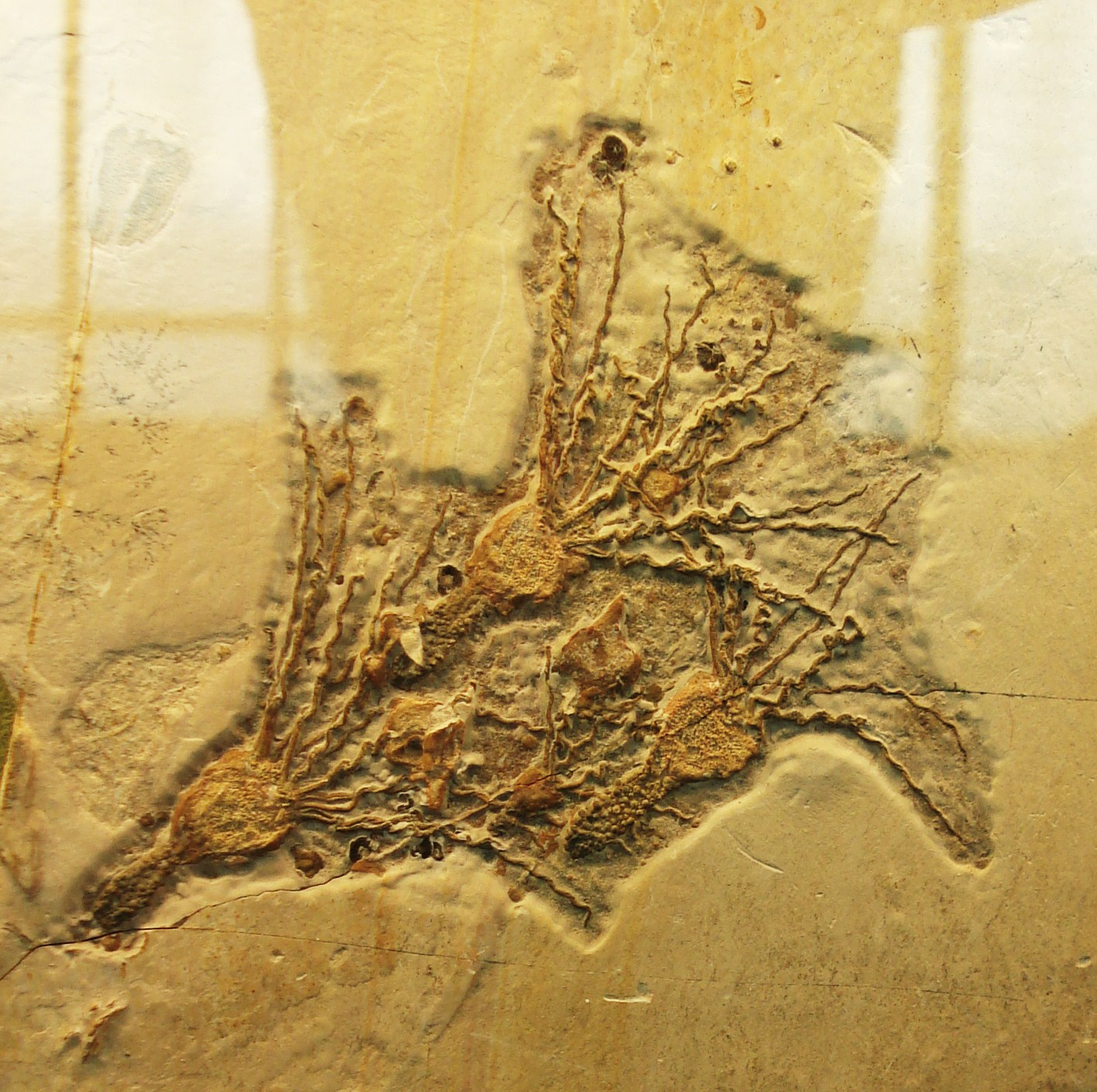
Fossile d'éocrinoïde.
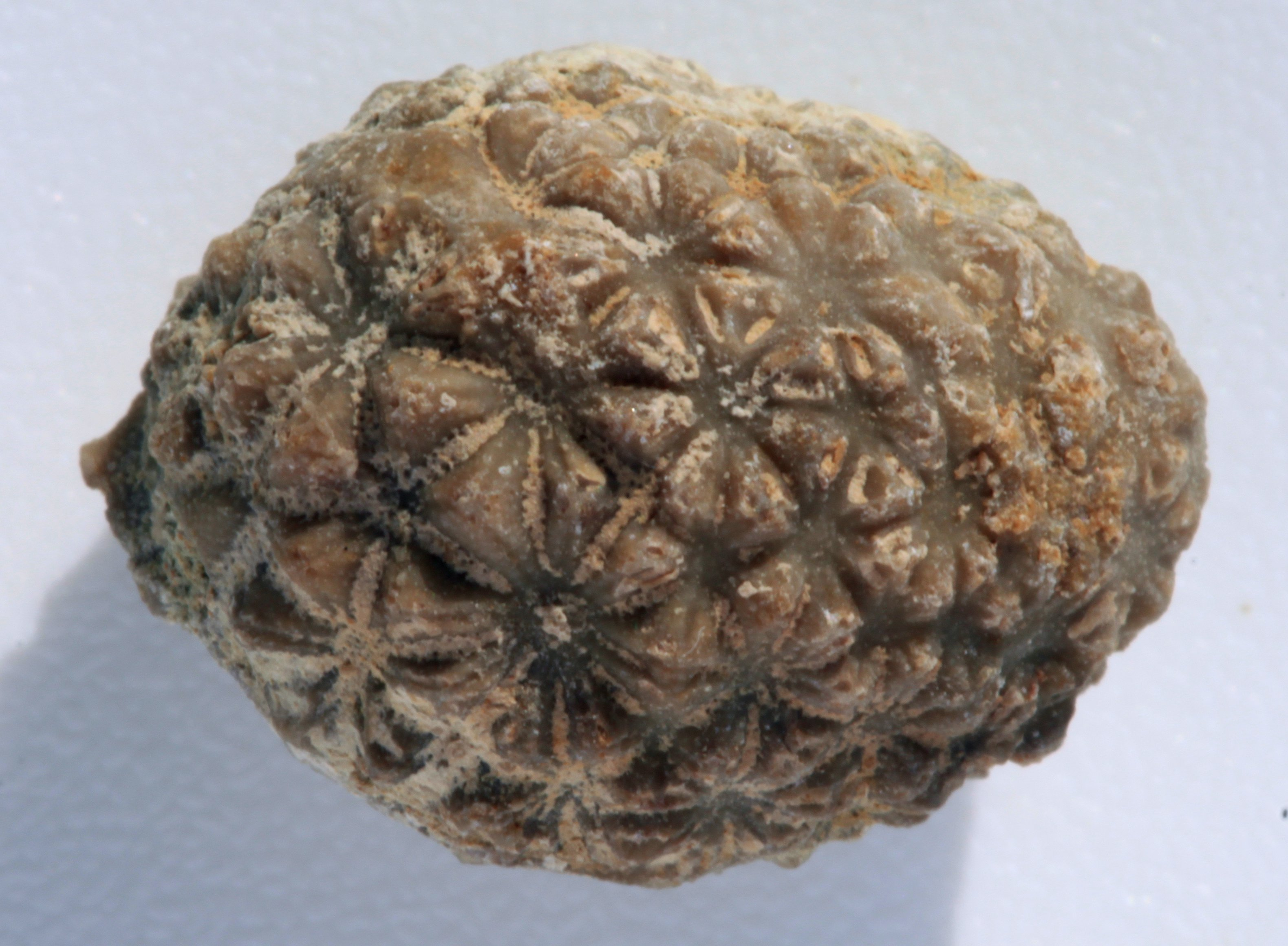
Thèque fossilisée de paracrinoïde.
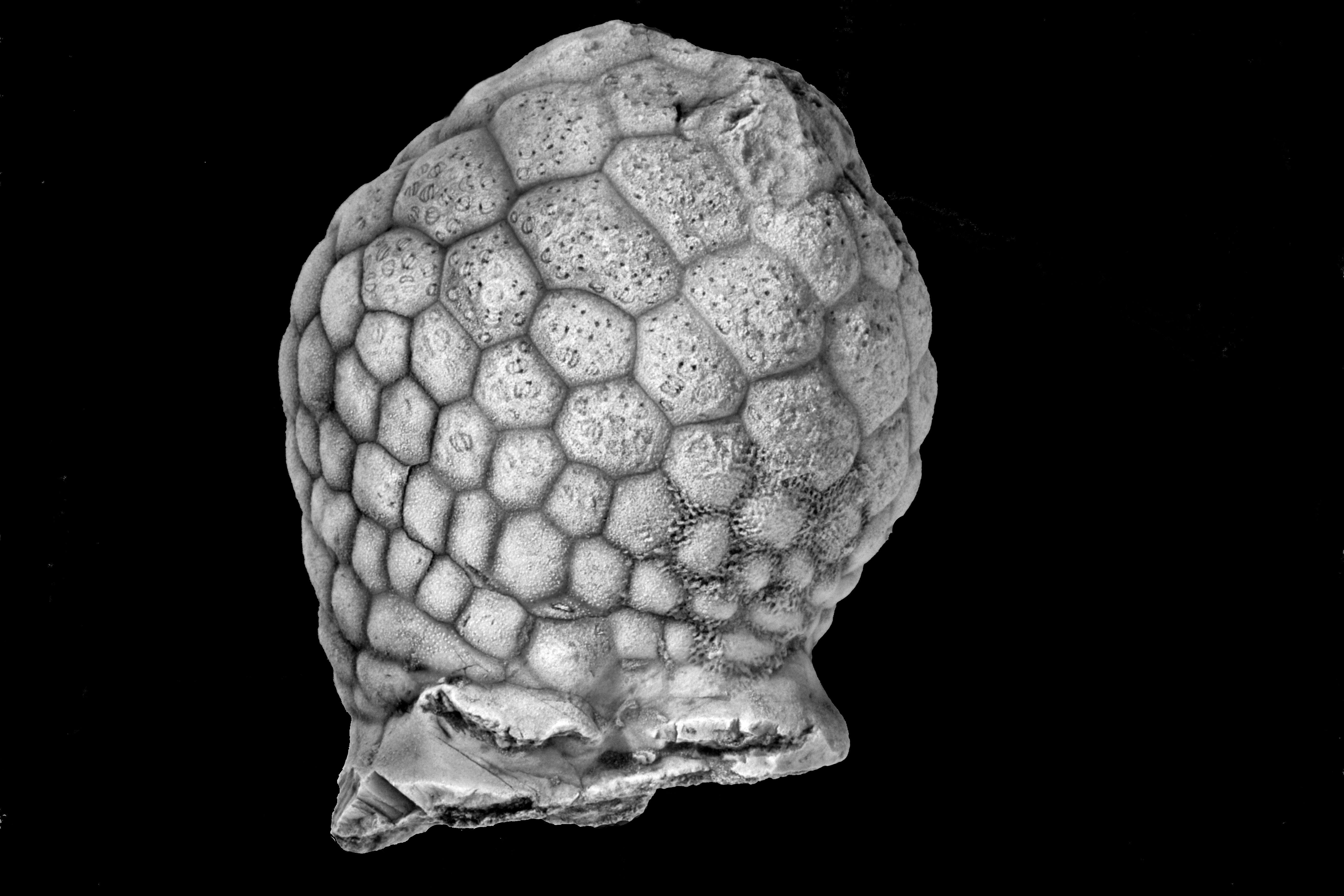
Paulicystis sparsus, un Diploporita.
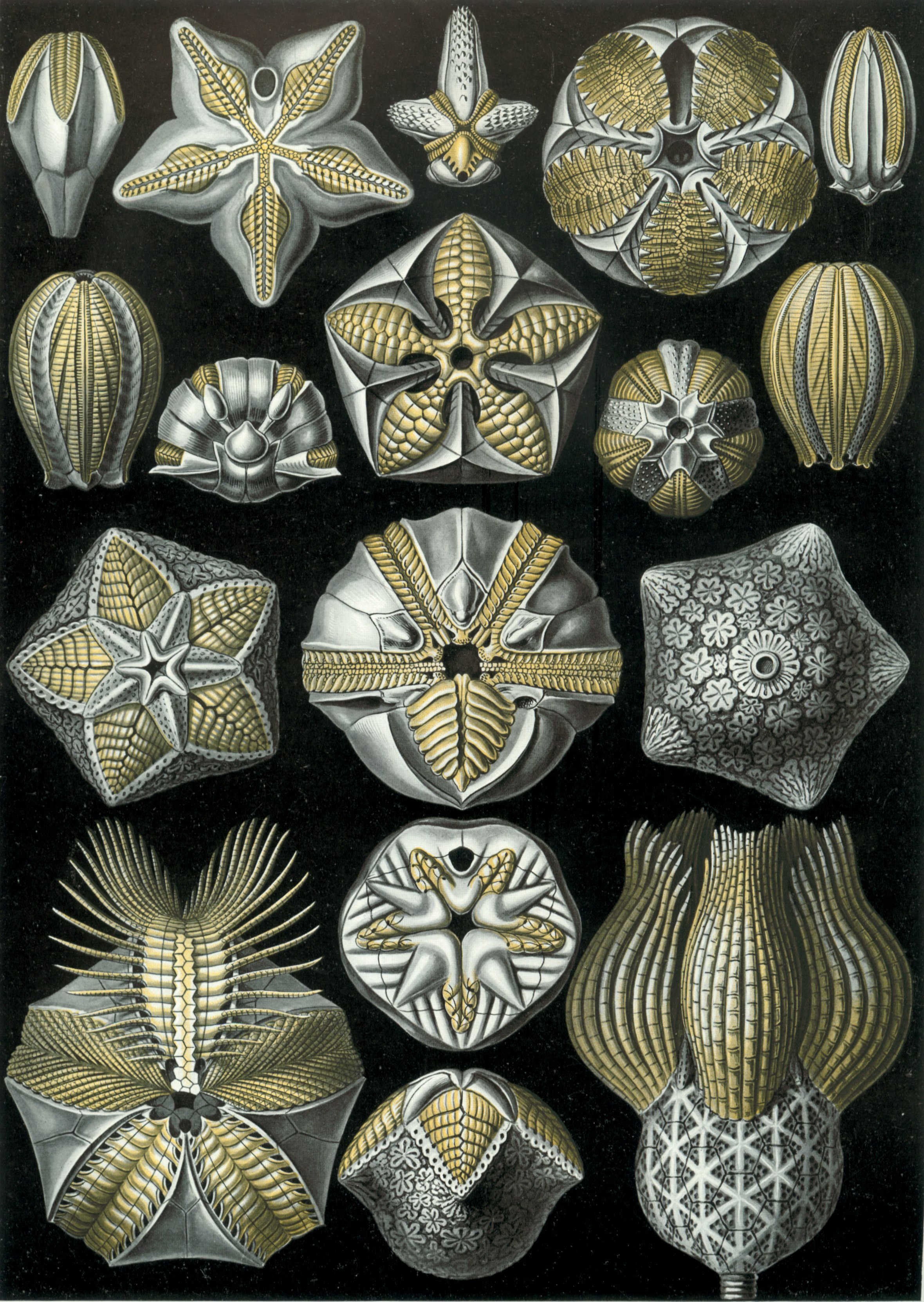
Les Blastoidea dessinés par Ernst Haeckel.
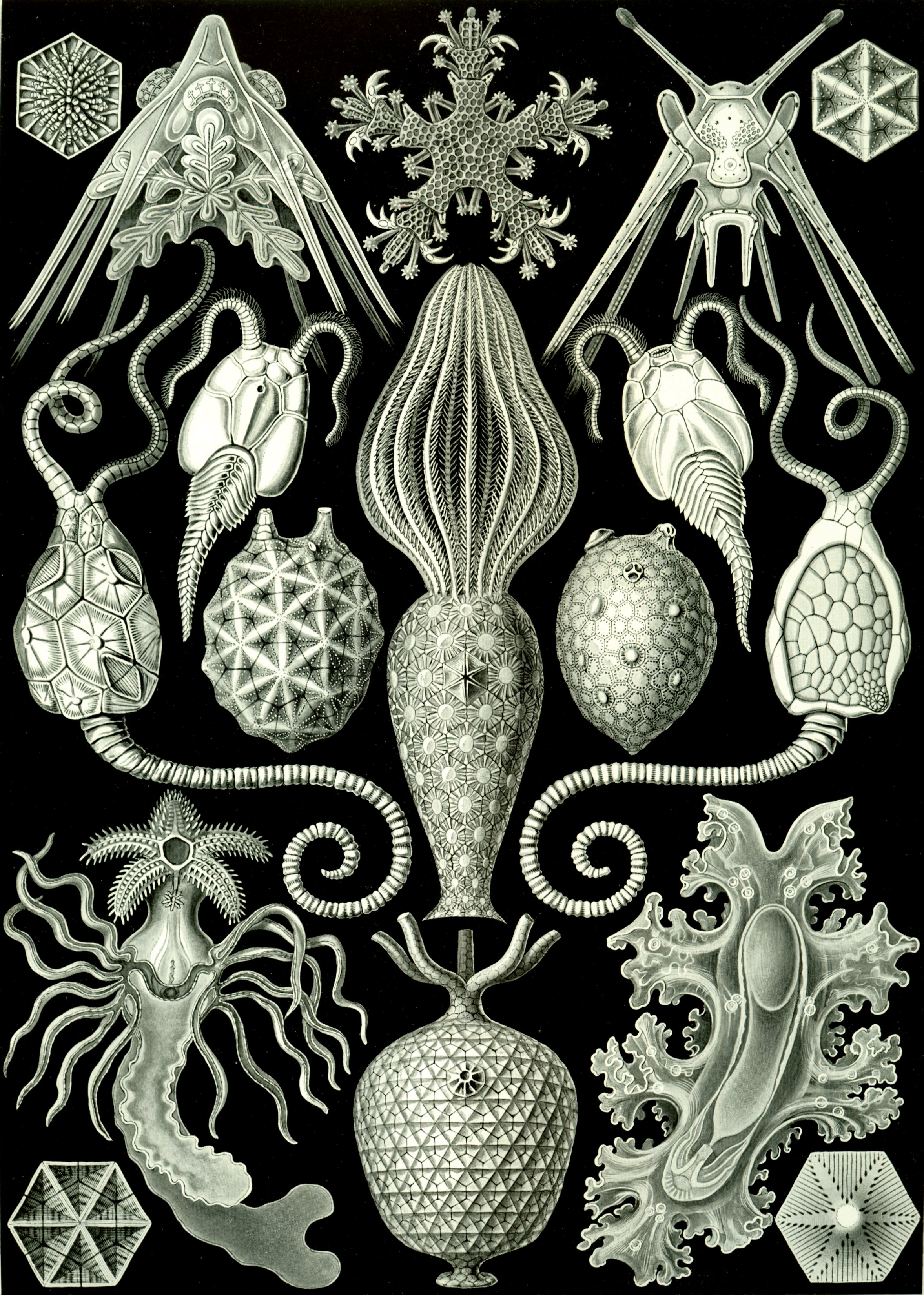
Idem avec les Amphoridea (clade abandonné), contenant des Eocrinoidea.